# Castillo de Chamerolles
El castillo y jardines renacentistas de Chamerolles (en francés: Jardin Renaissance du Château de Chamerolles) es un castillo-museo de Francia, con un jardín adyacente que cuenta con un museo del perfume, pabellón, jardín botánico-huerto y un arboreto de 47 hectáreas de extensión de propiedad pública, localizado en la comuna de Chilleurs-aux-Bois, en la región de Centro-Val de Loira.
Ha sido objeto de una clasificación a título de Monumento histórico de Francia desde 1927 y de una inscripción desde 1988.
Pertenece al conjunto cultural de castillos del Loira, pero no está dentro del ámbito del «Valle del Loira entre Sully-sur-Loire y Chalonnes-sur-Loire» declarado Patrimonio de la Humanidad  en 2000.

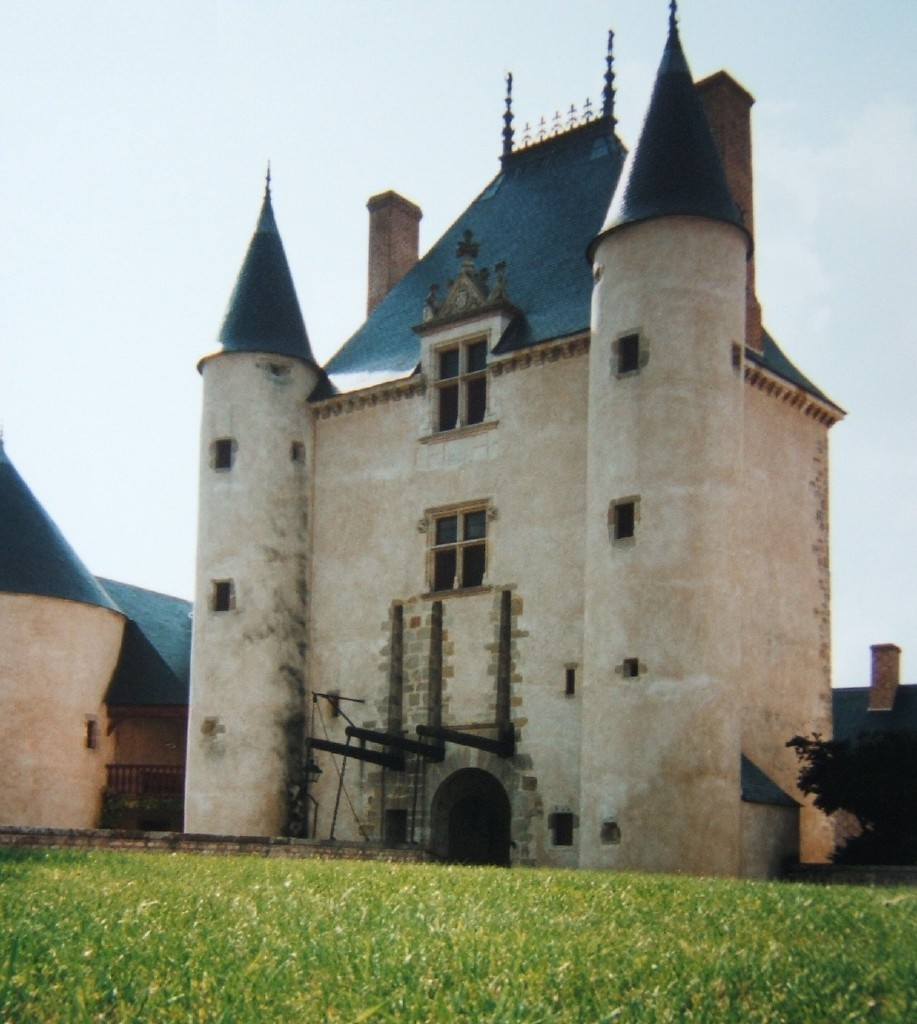
El 'châtelet' de entrada.

## Localización
El castillo está situado a 2,5 km al sur de la localidad de Chilleurs-aux-Bois, en el área urbana de Orlèans y la región natural del Valle del Loira.
Chilleurs-aux-Bois es una población y comuna francesa, situada en la región de Centro, departamento de Loiret, en el distrito de Pithiviers y cantón de Pithiviers.
Jardin Renaissance du Château de Chamerolles, Code Postal 45170 Chilleurs-aux-Bois, Département de Loiret, Région de Centre, France-Francia.

## Historia
El castillo fue construido durante la primera mitad del siglo XVI por Lancelot I du Lac, chambelán del rey Luis XII de Francia y ujier de Orléans durante el reinado del rey Francisco I de Francia, en el emplazamiento de una antigua fortaleza. El edificio conservó la forma tradicional de las fortalezas medievales, pero fue rediseñado como un castillo residencial.
En el siglo XVI bajo Lancelot II (nieto de Lancelot I), que se alineó con el protestantismo en 1562, Chamerolles se caracteriza por acoger una iglesia protestante en uno de sus edificios. El castillo se convirtió en un hervidero de protestantismo en la región. En 1672, pertenece a Jacques Saumery Chamerolles yerno de Jean-Baptiste Colbert, ministro del rey Luis XIV de Francia. Es gobernador del castillo real de 'Château de Chambord' y del condado de Blois, mariscal de los ejércitos del rey y Gran Maestre de Silvicultura de 'Île-de-France'.
En el siglo XVIII, en 1774, el castillo se convierte en propiedad de Lambert y
después de Jesse Gaston-Curely en 1924. Ocupado, saqueado y robado durante la Segunda Guerra Mundial, se puso a la venta en 1970. En 1976, la ciudad de París se queda con la carga de la Chamerolles. Abandonado, el castillo estaba en ruinas.
Después de todas estas peripecias, así que esto es una ruina en mal estado lo compró el « Conseil général du Loiret » (Consejo General de Loiret) en 1987. Después de cinco años de trabajo, el castillo y sus jardines fueron abiertos al público en 1992. La restauración fue realizada por el arquitecto de Monuments historiques Jacques Moulin. Reformado a fin de restaurar la atmósfera de la época de sus habitantes, alberga un museo del perfume que se encuentra en el ala sur. El castillo alberga una gran variedad de piezas y objetos únicos que reflejan la historia de la perfumería y la higiene a lo largo de los siglos. La museografía alrededor del perfume fue confiada a Didier Moulin.

## Descripción

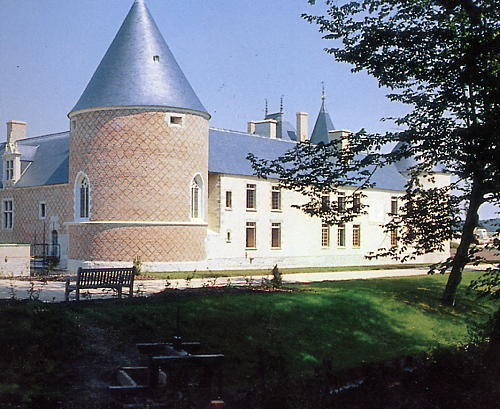
La torre de la capilla y el ala sur, desde los jardines

El plan es muy clásico: el castillo forma un cuadrilátero con una gran torre cilíndrica en cada esquina. Tiene cuatro niveles y un impresionante 'châtelet' que es la entrada en el lado este, flanqueada por dos torres atravesadas por cañoneras. El conjunto está rodeado por un foso.
La construcción es en piedra caliza de Beauce con yeso de cal ('châtelet' de entrada, ala sur, y fachada exterior del ala norte, y torres noreste y sureste) y en ladrillo (torres del Noroeste y suroeste, ala oeste, la galería ala sur y la fachada interior del ala norte). Las fachadas consisten en una malla de ladrillos rojos y negros que son típicos de la región natural del 'Val de Loire'.
Los techos están cubiertos de pizarra.
El ala oeste albergaba la casa señorial con estilo Renacimiento. El patio está rodeado por tres lados y hay un pozo con una hermosa cúpula y una galería renacentista.
Junto al castillo, detrás del lado del foso, se encuentran los jardines que fueron creados en el Renacimiento, a finales del siglo XVI. Un parque atravesado por un río se encuentra en el lado sur.
La antigua sala de Bellegarde, que data del siglo XVII fue desmantelada, restaurada e reinstalada en el castillo. Fue inaugurada el 18 de septiembre de 2009 como parte de la exposición « Aux origines du Loiret, de la Préhistoire à l'Autoroute A19 » ("Los orígenes del Loiret, desde la prehistoria hasta la A19").

Detalles del interior
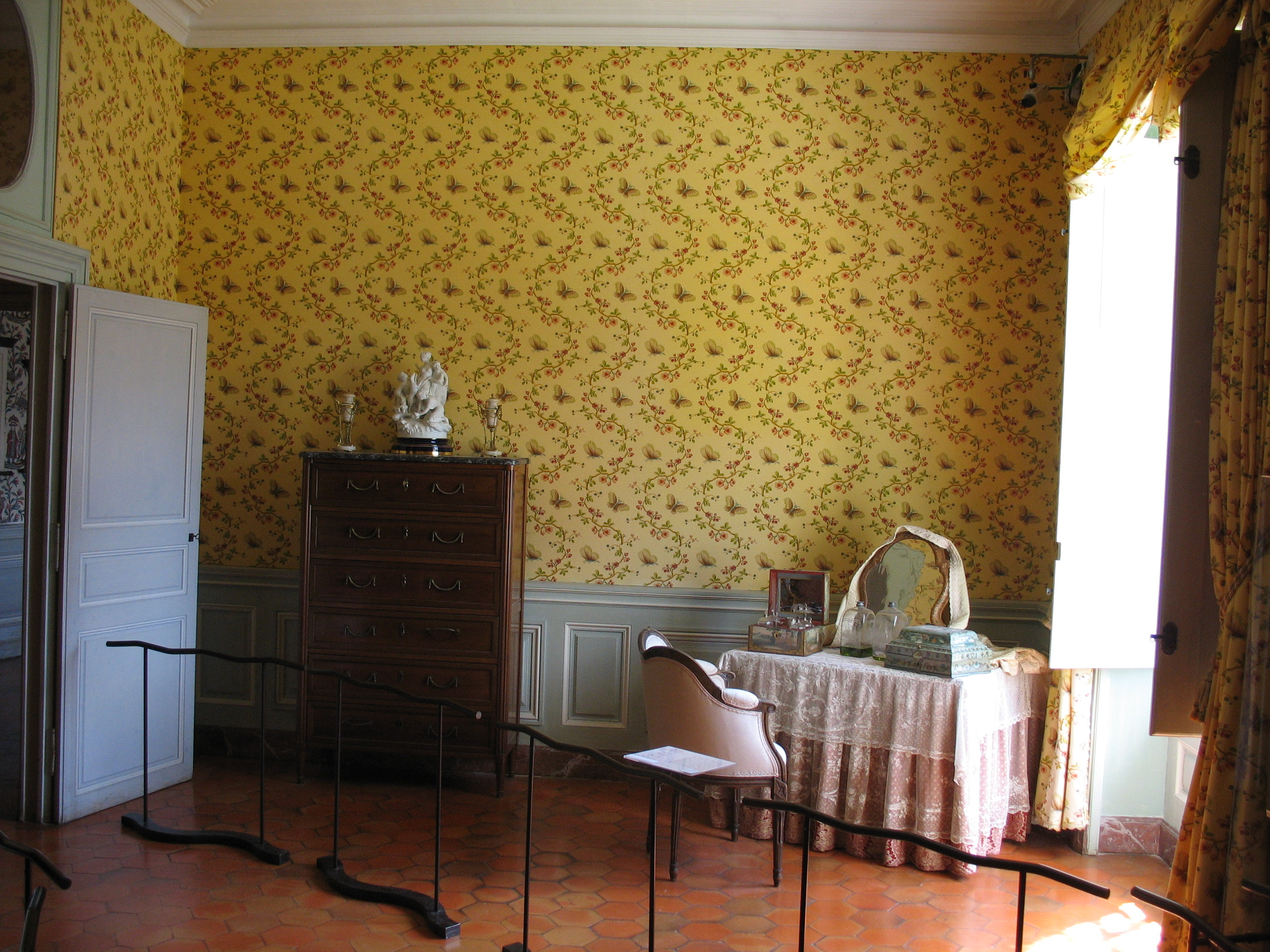
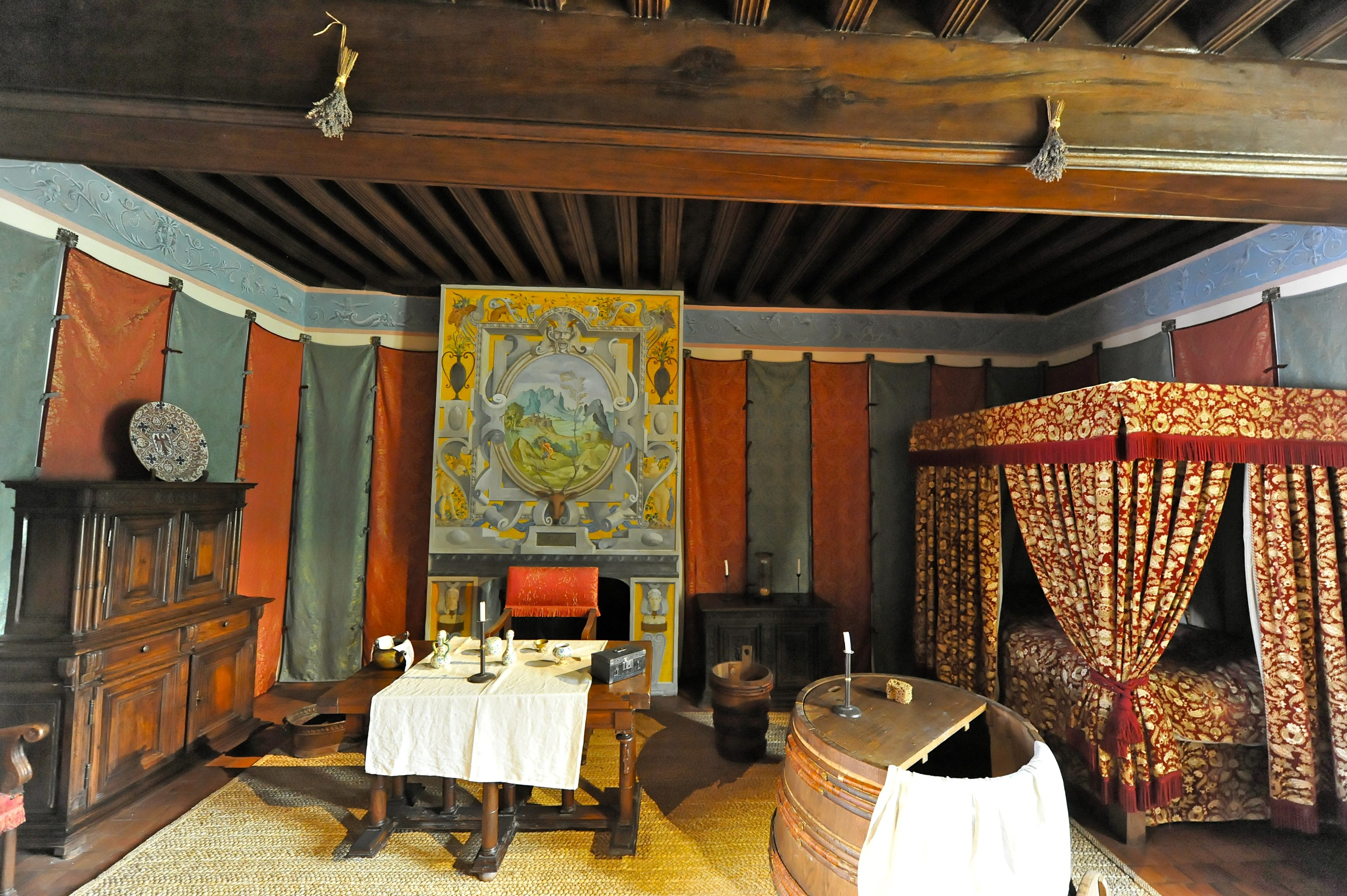
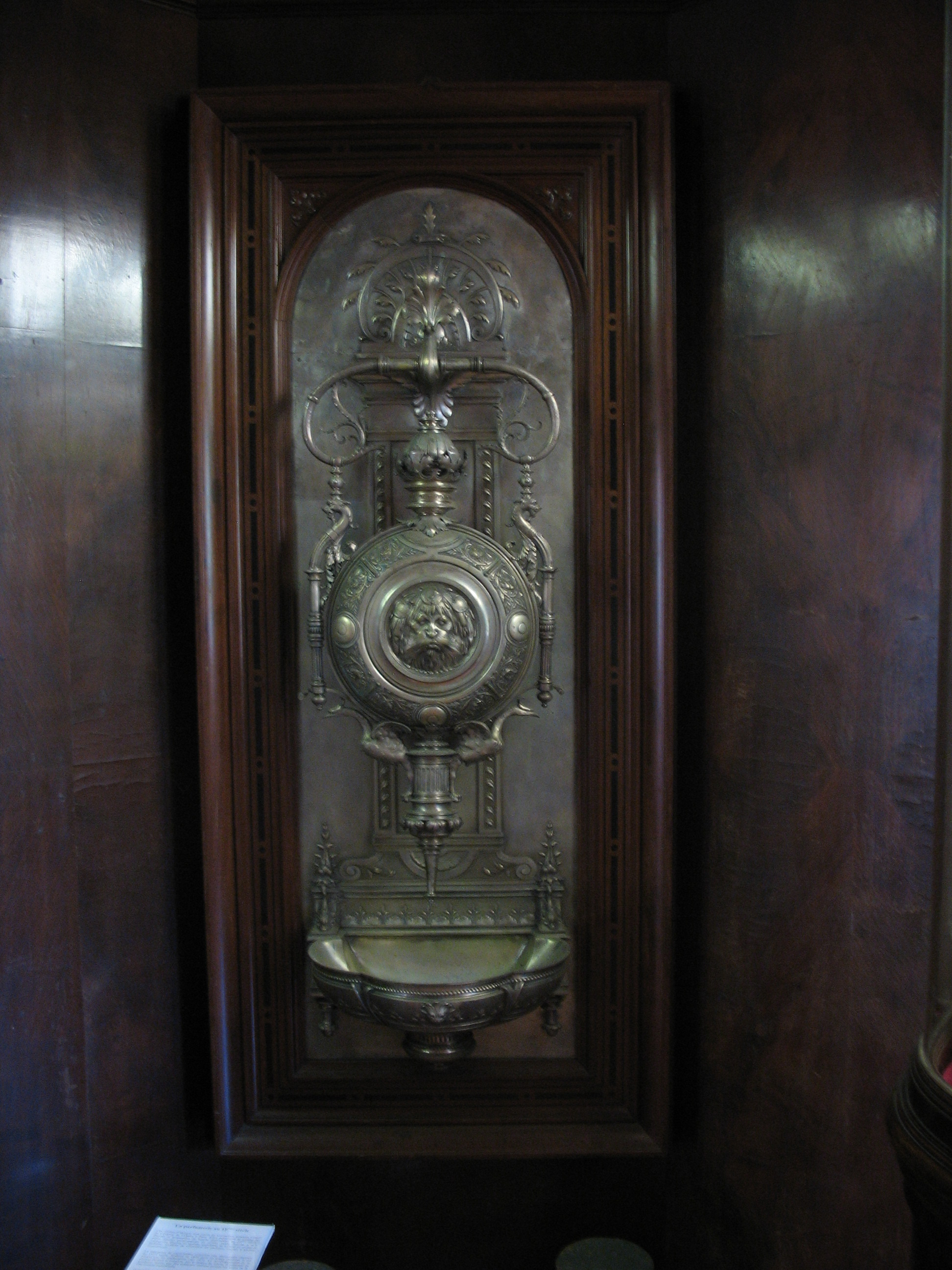
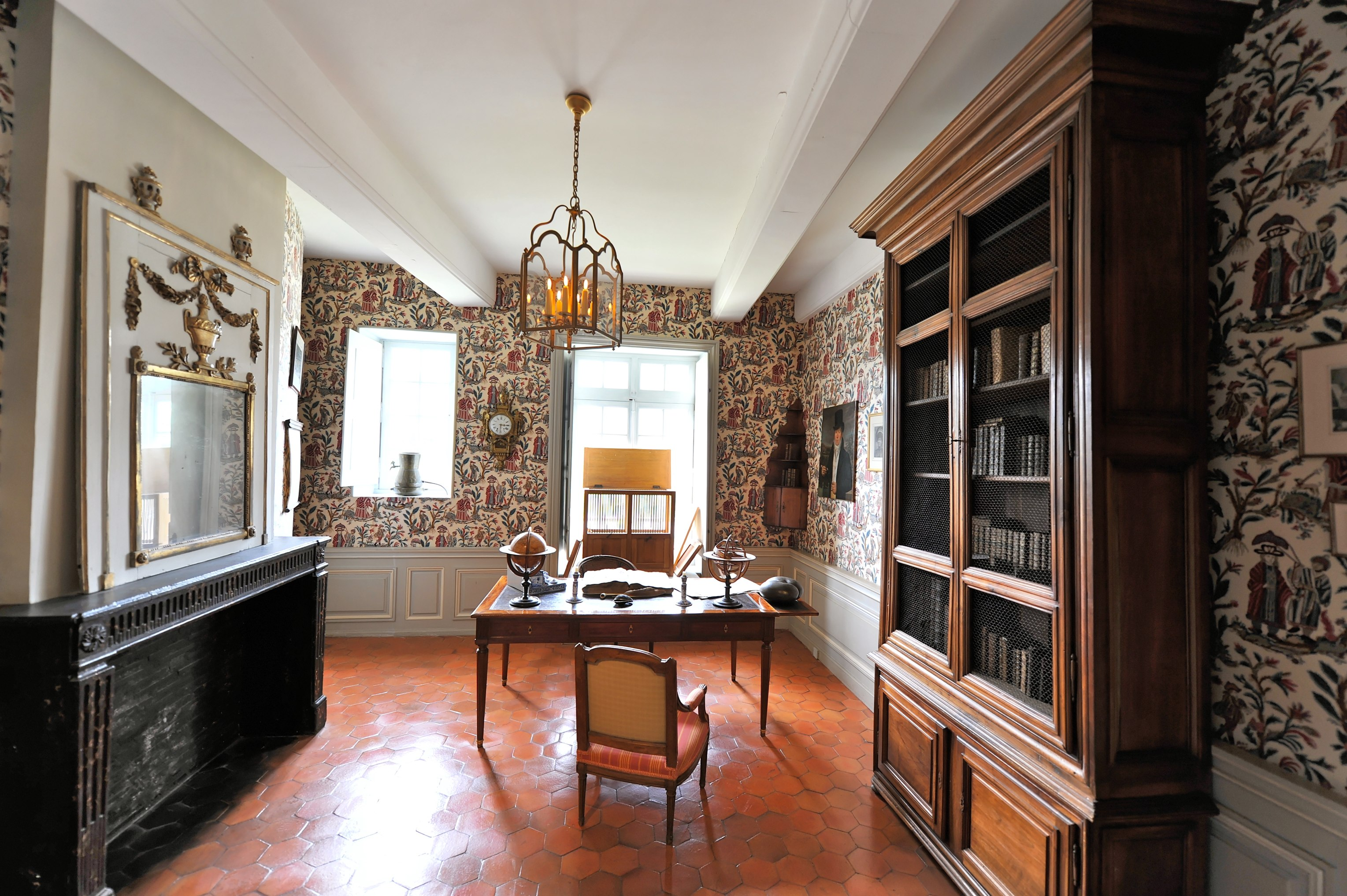
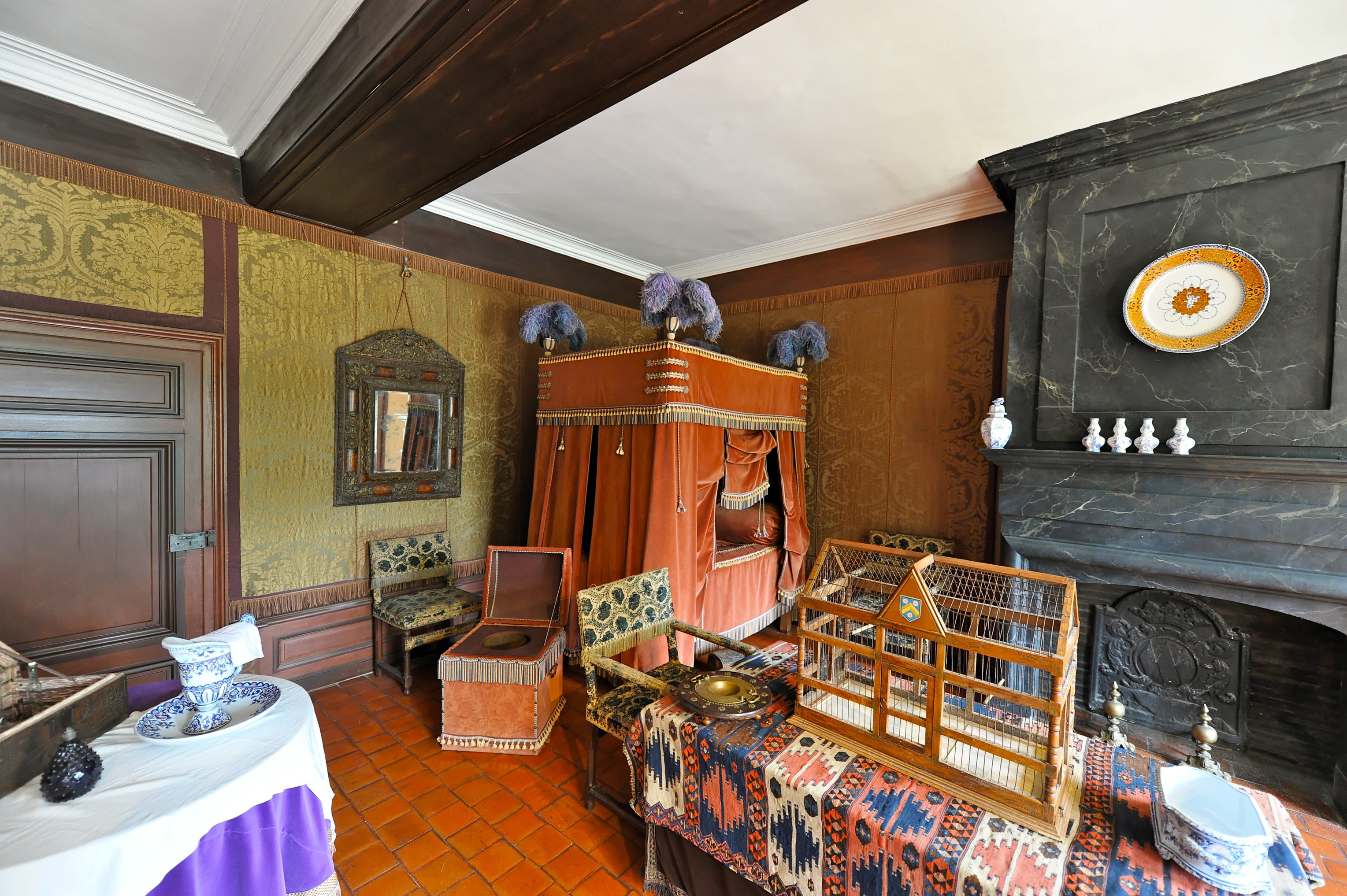

## El parque y los jardines
Los jardines constan de 1 hectárea de jardín formal « restitution Renaissance » ("restitución Renacimiento") y 1,5 hectáreas de parque ajardinado con estanque todo encerrado en el bosque. 
De los jardines de Chamerolles originales no quedaba nada, fueron pues más reinventados que reencontrados. Los pocos documentos de archivo disponibles,permitieron seguir la zanja periférica habilitada, restaurar los seis parterres que lo componen. Las diferentes disposiciones de estos lechos de cultivo se han hecho a partir de un plano que data del siglo XVIII, que se conserva en el Archivo Nacional.
Los numerosos dibujos del arquitecto renacentista Jacques Androuet du Cerceau también suministraron alguna información acerca de la apariencia y del espíritu que podrían tener los jardines renacentistas. Compuesto por seis cuadrados (2 huertos, un patio, un cuadrado de bordados florales, un cuadrado de plantas raras y un laberinto), estos jardines se corresponden en todos los aspectos con los tratados renacentistas. 
"Aparato, acuerdo y utilidad", tales son las vocaciones del jardín del hombre renacentista. Rodeado de setos y carpintería de madera, sobre la que se puedan enredar las vides, la madreselva o viejas rosas ...
El parque del castillo en estilo paisajista, está situado alrededor del castillo.
Las características del parque, incluyen árboles maduros, con gran abundancia de tilos, robles, hayas, carpes, Acer japonicum.
En el sotobosque se puede observar narcisos, ciclamenes o azafranes según las estaciones del año.
Entre los especímenes vegetales encontramos setos de tejos, y bojes, laberinto con trabajo de topiaria en acebos. 
En el huerto hay árboles frutales con albaricoques, níspero, cereza, ciruela, higo, y arbustos de bayas tales como grosellas.
Entre los arbustos, Amelanchier, cornejos, sauces, genistas, abelias, deutzias. 
Entre las plantas perennes tales como aspérulas, Eryngium, Fritillarias, Artemisia absinthium, milenrama, aguileñas, Silene coronaria.
Entre las plantas de flores anuales, capuchinas, linos, caléndulas, cinias, tagetes, y más de 60 macetas de arcilla que albergan plantas como fuchsia, lobelia, pelargonium, 

Diferentes ambientes en los jardines
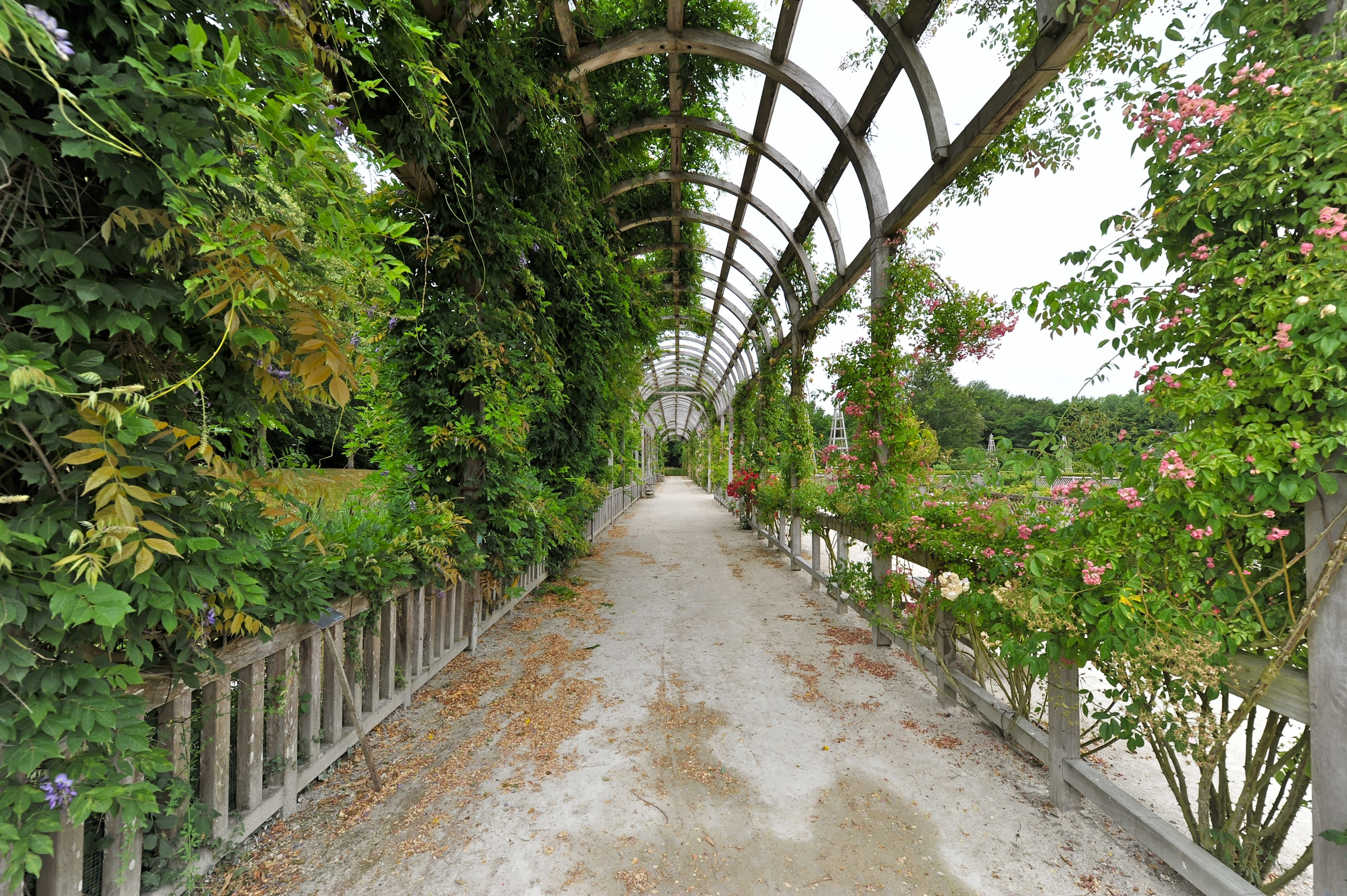
Pérgola con rosas antiguas.
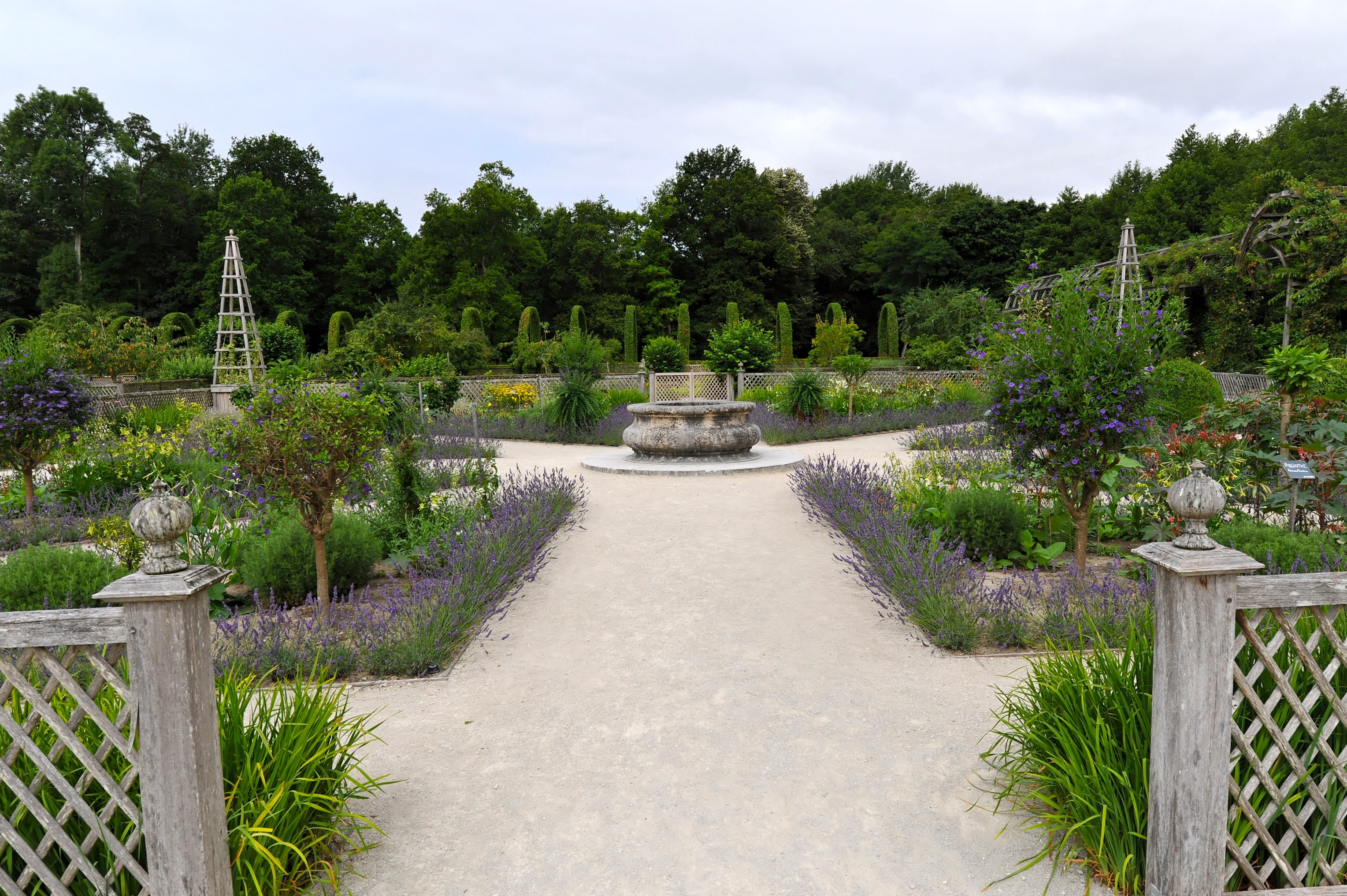
Jardín renacentista.
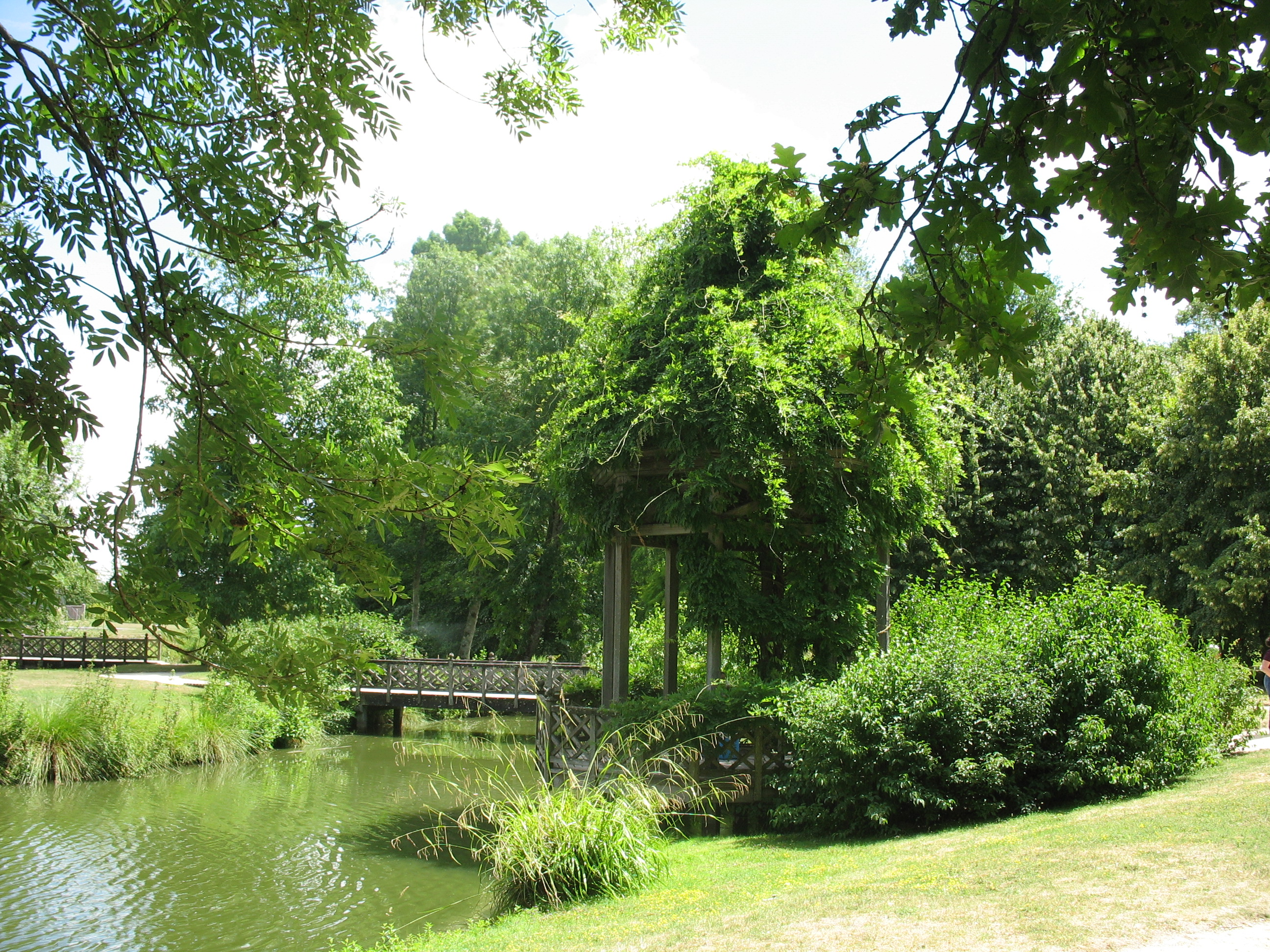
Jardín paisajista.
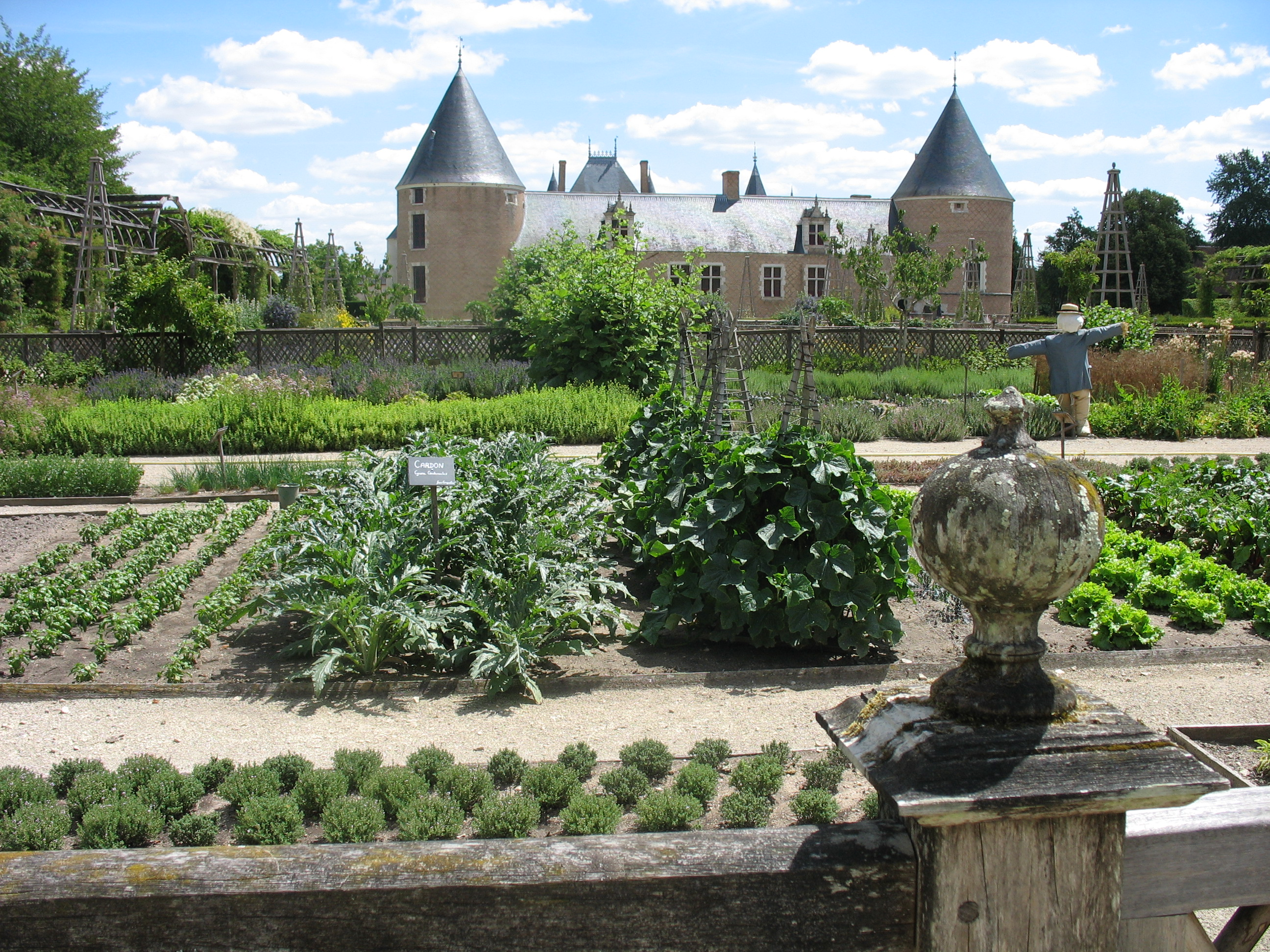
Huerto.